# Tempo (gazeta)
Tempo – dziennik sportowy wydawany w latach 1948–2005, który ukazywał się głównie w Polsce południowej.

## Historia
Założony w 1948 w Krakowie pod nazwą „Piłkarz”, jako dodatek cotygodniowy do „Echa Krakowa”. Od 1951 był samodzielnym tygodnikiem. Od 1955 wydawany był pod nazwą „Głos Sportowca” (pod patronatem „Dziennika Polskiego”), od 1959 jako „Tempo – Nowości Sportu i Turystyki” (dodatek do „Gazety Krakowskiej”), od 1962 samodzielne pismo. Od 1978 pod nazwą „Tempo”.
Od 1995 ukazywał się 6 razy w tygodniu. W marcu 2005 gazeta została zlikwidowana, a nazwę „Tempo” zaczął nosić piątkowy dodatek do „Przeglądu Sportowego” (do roku 2011). Redaktorami naczelnymi krakowskiego dziennika byli kolejno: J. Rotter (1962–1977), E. Gretschel (1977–1983), R. Niemiec (1983–1994), R. Kołtun (1994–1997), A. Skowroński (1997–2004), R. Kołtoń (2004–2005).
23 czerwca 2023 w krakowskim kinie Kijów odbyła się premiera filmu dokumentalnego o historii redakcji "Tempa". Film zatytułowany: "Tempo. Zwykła historia niezwykłej gazety” zadedykowany został zmarłemu 17 marca 2023 r. redaktorowi naczelnemu "Tempa" - Ryszardowi Niemcowi. Trwa 45 minut - tyle, ile jedna połowa piłkarskiego meczu. Autorami dokumentu są Wojciech Molendowicz (były reporter Tempa, prezes zarządu nowosądeckiego Wydawnictwa Dobre oraz Dobrego Tygodnika Sądeckiego) oraz Paweł Leśniak.